# Ely Tacchella
Ely Tacchella (* 25. Mai 1936 in Neuchâtel; † 2. August 2017) war ein Schweizer Fussballspieler.

## Karriere

### Verein
Der deutschsprachige Neuenburger mit Tessiner Wurzeln begann seine fussballerische Laufbahn bei Cantonal Neuchâtel und wechselte 1960 in den Hauptort des Kantons Waadt, nach Lausanne zu Lausanne-Sports. Mit den Blau-Weissen errang er bereits in der Saison 1961/62 den Schweizer Cup, wiederholte diesen 1963/64 und gewann als Krönung den Meistertitel in der Saison 1964/65 vor Young Boys Bern. In den Jahren 1962, 1963, 1969 und 1970 musste er sich mit seinem Verein mit der Vizemeisterschaft begnügen. Ebenso verlor der zuverlässige Abwehrspieler 1967 gegen den FC Basel in einer Zweitauflage den Cupfinal. Mit den «Königen der Nacht» (die Equipe wurde so genannt, weil sie bei Flutlichtspielen auf der Pontaise fast unschlagbar war) nahm er auch 1965/66 am Europacup der Meister gegen Sparta Prag und in den Jahren 1963, 1965 und 1968 im Wettbewerb der Pokalsieger teil. 1965 scheiterte Tacchella mit seinem Team erst am späteren Cupsieger West Ham United. In der Saison 1970/71 beendete er seine Karriere bei Neuchâtel Xamax.

### Nationalmannschaft
Tacchella spielte insgesamt 42 Mal für die Schweiz. Sein Debüt in der «Nati» gab er im WM-Qualifikationsspiel am 20. Mai 1961 gegen Belgien beim 2:1-Sieg im heimischen Lausanne. Daher war er auch beim Entscheidungsspiel gegen die Schweden in Berlin am 12. November 1961 im Einsatz. Das Spiel wurde mit 2:1 Toren gewonnen und die Schweiz fuhr zur Weltmeisterschaft 1962 nach Chile. Dort verteidigte Tacchella in allen drei Gruppenspielen gegen Chile, Deutschland und Italien. Auch bei den erfolgreichen Qualifikationsspielen zur Weltmeisterschaft 1966 in England war er als Abwehrgarant zur Stelle. Bei der Weltmeisterschaft selbst kam er nur im mit 0:5 Toren verlorenen Startspiel gegen Deutschland am 12. Juli in Sheffield zum Einsatz. Nach der 1:4-Niederlage am 15. Oktober 1969 im WM-Qualifikationsspiel in Thessaloniki gegen Griechenland beendete er nach 42 Einsätzen seine internationale Karriere; Ely Tacchella hatte ab 1967 die Captain-Binde in der Nationalmannschaft getragen.

## Persönliches
Tacchella war Kreiskommandant und Chef des im Jahr 1972 abgeschafften militärischen Vorunterrichts im Kanton Neuenburg. Er bekleidete in der Schweizer Armee den Dienstrang eines Hauptmannes.